# Werner Rehm (Jazzmusiker)
Werner Rehm (* 5. Mai 1930; † 8. Mai 2009 in Frankfurt am Main) war ein deutscher Jazztrompeter (auch Komponist und Arrangeur).

## Leben und Wirken
Rehm, der die Frankfurter Helmholtzschule besuchte und als Musiker Autodidakt war, leitete von 1949 bis 1965 die von Günter Boas gegründeten Two Beat Stompers, mit denen er auch auf Tournee ging und auf allen wichtigen deutschen Jazzfestivals der 1950er Jahre spielte. Unter seiner Leitung entwickelte sich die Gruppe zu einer der wichtigsten Bands des traditionellen Jazz; sie war die bis in die 1960er Jahre bekannteste deutsche Formation dieser Stilrichtung. Rehm, nach Ansicht von Ernest Bornemann 1954 „ein feuriger, explosiver staccato-Trompeter,“ wirkte auch in einem Jazzfilm und stilistisch übergreifend bei mehreren Fernsehsendungen mit (u. a. 1955 mit Claus Ogerman und Chet Baker). 1956 tourte er mit Wild Bill Davison und den Dixieland All Stars (zu denen auch Hawe Schneider, Horst Mutterer, Dieter Süverkrüp, Heino Ribbert und Thomas Keck gehörten) durch Deutschland; später war er auch Gast beim hr-Jazzensemble. Ab 1965 war er freiberuflich tätig. Mitte der 1980er Jahre gründete er die Formation Five Pieces, mit der er über die Jahrzehnte Swing und Mainstream-Jazz spielte.

## Diskographische Hinweise
- That's a Plenty. TradJazz von Rhein und Main (Ultraphone)
- Two Beat Stompers: Das ist Dixieland! (mit Dick Simon, Emil Mangelsdorff, Herbert Hess, Gerd Schütrumpf, Joki Freund, Horst Lippmann; Brunswick, 1956)
- Two Beat Stompers (Polydor, 1956)
- RhineStream JazzBand Live with Friends
- Lahn River Jazzband Lets Swing Again (1981)
- Lahn River Jazzband More Swing (1983)
- Lahn River Jazzband Keep Swinging (1985)

## Lexikalischer Eintrag
- Carlo Bohländer, Karl Heinz Holler: Reclams Jazzführer (= Reclams Universalbibliothek. Nr. 10185/10196). Reclam, Stuttgart 1970, ISBN 3-15-010185-9